# Leptonema sinuatum
Leptonema sinuatum là một loài Trichoptera trong họ Hydropsychidae. Chúng phân bố ở vùng Tân nhiệt đới.